# Reichsbischof

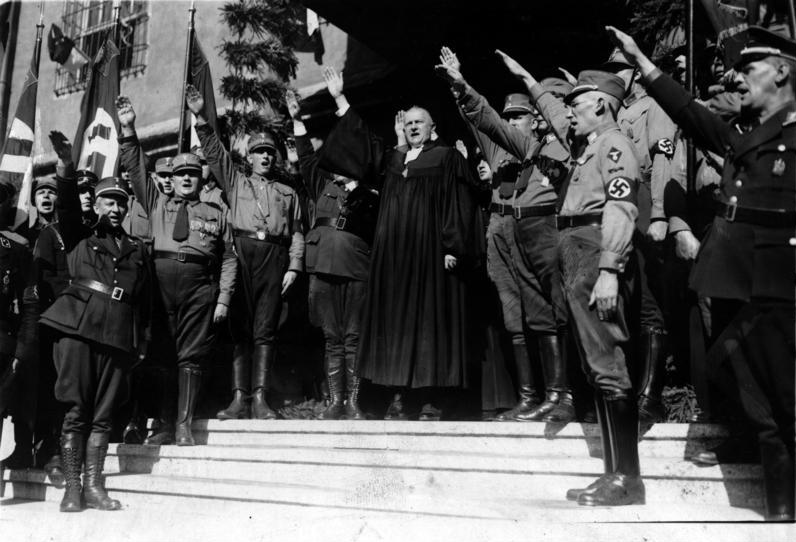
Müller vor seiner Wahl in Wittenberg

Der Reichsbischof war nach der Kirchenverfassung vom 11. Juli 1933 das höchste Organ der Deutschen Evangelischen Kirche. Als Körperschaft des öffentlichen Rechts trat sie an die Stelle des Deutschen Evangelischen Kirchenbundes. Das Amt eines Reichsbischofs gab es in der evangelischen Kirche nur in der Zeit des Nationalsozialismus.
Friedrich von Bodelschwingh der Jüngere war bis zum 24. Juni 1933 designierter Reichsbischof; wegen der kirchenpolitischen Auseinandersetzungen nach der Reichstagswahl vom März 1933 trat er das Amt aber nicht an. 
In Ostpreußen hatte der Nationalsozialismus besonders viele Anhänger. So holte Adolf Hitler gleich nach seiner Ernennung zum Reichskanzler am 30. Januar 1933 zwei Königsberger Militärs nach Berlin, den  Wehrkreisbefehlshaber Werner von Blomberg als Reichswehrminister und dessen Stabschef Walter von Reichenau als Ministeramtschef. Ludwig Müller, den Wehrkreispfarrer im Wehrkreis I, machte Hitler am 25. April 1933 zu seinem Vertrauensmann und Bevollmächtigten für Fragen der evangelischen Kirche. In Wittenberg wählte die Deutsche Evangelische Nationalsynode der Deutschen Christen daraufhin Müller am 27. September 1933 einstimmig in das neu geschaffene Reichsbischofsamt, das erst mit dem NS-Staat im Mai 1945 unterging.